# Polyrhachis pruinosa
Polyrhachis pruinosa är en myrart som beskrevs av Mayr 1872. Polyrhachis pruinosa ingår i släktet Polyrhachis och familjen myror. Inga underarter finns listade i Catalogue of Life.